# 塚原直也
冢原直也（日语：／ Tsukahara Naoya，1977年6月25日—），日本男子体操运动员。他曾获得2004年夏季奥运会体操比赛男子团体全能金牌。他也参加了1996年和2000年夏季奥运会。